# فانيسا جيرمان
فانيسا جيرمان (بالإنجليزية: Vanessa German)‏ هي فنانة تشكيلية أمريكية، ولدت في 1976.

## وصلات خارجية
- فانيسا جيرمان على موقع ميوزك برينز (الإنجليزية)